# دهستان اشترجان
دهستان اشترجان، یکی از دهستان‌های بخش مرکزی شهرستان فلاورجان در استان اصفهان ایران است. براساس  مرکز آمار ایران در سال ۱۳۸۵، جمعیت آن ۷۱۵۷ نفر (۲۰۵۶ خانوار) بوده‌است.